# Open Arms (chanson)
 (février 2014).
Si vous disposez d'ouvrages ou d'articles de référence ou si vous connaissez des sites web de qualité traitant du thème abordé ici, merci de compléter l'article en donnant les références utiles à sa vérifiabilité et en les liant à la section « Notes et références ».
Pour les articles homonymes, voir Open Arms (homonymie).
Open Arms est une chanson du groupe Journey sorti en janvier 1982, pour leur album Escape. Le titre est écrit par Steve Perry, Jonathan Cain et composé par Kevin Elson, Mike Stone. Ce titre est l’un des plus grands succès radio du groupe et atteint la seconde place du Billboard Hot 100 dès février 1992.
La chanson est également reprise par Mariah Carey, pour son opus Daydream, sorti en 1995. Sa version devient un single qui sort le 5 décembre 1995.
Ce titre a été aussi repris par Boyz II Men et plus récemment par Céline Dion sur son opus Loved Me Back to Life, sorti en 2013.